# Terpon
Dans la mythologie grecque, Terpon est un silène, c'est-à-dire un satyre devenu vieux.
Il est représenté et identifié par une inscription sur plusieurs vases grecs, dont une coupe à figures rouges du peintre Oltos et du potier Euxithéos trouvée à Corneto (aujourd'hui Tarquinia) en 1874, qui représente le cortège de Dionysos. Celui-ci, porté sur un quadrige, est accompagné de deux ménades (Kalis et Thero) et de deux silènes ; l'un des silènes, doté d'une queue de cheval et avec le sexe en érection, joue de la double flûte et porte le nom de Terpon ; l'autre joue de la cithare et, doublet du premier, s'appelle Terpès. Sur une coupe de Vulci du peintre d'Epeleios conservée à Munich , un silène barbu et ithyphallique, est en train de verser dans une amphore le contenu d'une outre ; la légende dit : ϟΙΛΑΝΟϟ ΤΕΡΠΟΝ ΗΕΔΥϟ ΗΟΙΝΟϟ (« Le silène Terpon. Le vin est doux »).
On peut faire un rapprochement avec le galet de Terpon, trouvé à Antibes, où Terpon est un servant d'Aphrodite. « Il n'y a rien d'incompatible entre ces fonctions [celles de silène dans le cortège de Dionysos] et celles de servant d'Aphrodite, que lui attribue le galet d'Antibes : Bacchus amat Venerem. » La fonction érotique est la même.
Le nom a été rapproché soit de τέρπω, τέρπομαι (« trouver une pleine satisfaction de son désir »), en privilégiant le côté érotique des silènes et du galet de Terpon, soit de τέρψις (« agrément, plaisir »), en mettant l'accent sur l'aspect musical du joueur de flûte ou de cithare, ce qui n'est pas contradictoire car les deux mots sont de la même famille et il s'agit dans l'un et l'autre cas de plaisir.